# Milan Ohnisko
Milan Ohnisko (16 de julio de 1965 en Brno) es un poeta y editor checo. Luego de abandonar dos colegios secundarios, antes de haberse graduado en alguno de ellos, trabajó en muchas profesiones manuales. También tuvo su propia empresa de publicación y una tienda de libros. Actualmente trabaja como un editor por cuenta propia.
La poesía de Ohnisko es una mezcla de técnicas ingenuas que utilizan juegos de palabras con líneas agudas y altamente racionales, y un sentido neo-decadente de tragedia y quijotismo de un forastero luchando contra la corriente principal. Usualmente utiliza y combina ingenuidad, ironía, humor y absurdidad.

## Obra poética
- Obejmi démona! (2001)
- Vepřo knedlo zlo aneb Uršulinovi dnové (2003)
- Milancolia (2005)
- Býkárna (+ Ivan Wernisch y Michal Šanda) (2006)
- Love! (2007)

- Datos: Q314380
- Multimedia: Milan Ohnisko / Q314380